# Rose Hawthorne Lathrop
Rose Hawthorne Lathrop (ur. 20 maja 1851, zm. 9 lipca 1926) – amerykańska służebnica Boża Kościoła katolickiego.

## Życiorys
Jej ojcem był Nathaniel Hawthorne. Jej mężem został George Parsons Lathrop, miała z nim syna Franciszka, który zmarł na dyfteryt, w wieku pięciu lat. W 1864 zmarł jej ojciec, a małżeństwo rozpadło się w 1895 roku, wówczas napisała tomik poezji Along the Shore, wydany w 1888 roku. 8 grudnia 1900 roku założyła zgromadzenie Sióstr Dominikanek Hawthorne. Rose Hawthorne Lathrop jest także autorką pamiętników Memories of Hawthorne. Zmarła mając 75 lat w opinii świętości. Trwa jej proces beatyfikacyjny.